# Canthidium flavum
Canthidium flavum är en skalbaggsart som beskrevs av Vladimir Balthasar 1939. Canthidium flavum ingår i släktet Canthidium och familjen bladhorningar. Inga underarter finns listade.